# Крупська сільська рада (Крупський район)
Крупська сільська рада (біл. Крупскі сельсавет) — адміністративно-територіальна одиниця в складі Крупського району, розташована в Мінській області Білорусі. Адміністративний центр — Ротань.
Крупська сільська рада розташована на межі центральної Білорусі, у східній частині Мінської області, східніше районного центру Крупки.
До складу сільради входять 26 населених пунктів:
- Березівка • Велика Слобода • Борові • Буда • Гапоновичі • Зарів'я • Карпівка • Карпушівка • Лазівка • Лебедєво • Ліванове • Ляди • Майськ • Мала Слобода • Маслянка • Нова Крупка • Новохрости • Осинівка • Ротань • Селицьке • Скородиця • Студенка • Усохи • Устинівка • Худівці • Шийка.